# Уей Минюен
Уей Минюен (на китайски: 魏明元; на пинин: Wèi Míngyuán) е император на Северна Уей, управлявал от 409 до 423 година.

## Биография
Уей Минюен е роден като Туоба Съ през 371 година в Юнджун (при днешния Хоххот) като първи син на Туоба Гуей, сиенбейски военачалник, който през 386 година основава империята Северна Уей. През 409 година Туоба Гуей е убит от сина си Туоба Шао, но Туоба Съ взима властта, екзекутира по-малкия си брат и се обявява за император под името Минюен.
През първите години от своето управление Минюен полага грижи за укрепването на държавата, създава постоянен съвет при императора и често пътува в граничните области с Жоужан и Северна Йен, с които воюва. Той се намира в мирни отношения с Късна Цин и Източна Дзин, но през 416 година е принуден да отстъпи на Източна Дзин Хуатай (край днешния Анян), основния си аванпост южно от река Хуанхъ.
През 418 година Минюен организира голямо настъпление срещу Северна Йен и обсажда столицата Хълун (в днешен Дзинджоу), но не успява да я превземе. През 422 година той се разболява и прехвърля част от отговорностите си на престолонаследника Туоба Тао. През следващата година, научавайки за смъртта на основателя на Лю Сун Лю Ю, той лично оглавява настъпление на юг от Хуанхъ, превзема древната китайска столица Луоян и установява контрол над днешен Хънан и западен Шандун.
Император Уей Минюен умира на 23 декември 423 година и е наследен от сина си Туоба Тао, който приема името Уей Тайу.